# Georg Graßl
Georg Graßl genannt „Maler Schorschi“ (* 27. Mai 1926 in Ramsau bei Berchtesgaden; † 4. Januar 1995 ebenda) war ein deutscher Politiker (CSU).
Nach Lehre und Meisterprüfung im Malerhandwerk machte er sich in Ramsau bei Berchtesgaden selbständig. Er gehörte von 1960 bis 1984 dem Ramsauer Gemeinderat an und davon von 1972 bis 1984 als 1. Bürgermeister. 1978 bis 1986 gehörte er dem Bayerischen Landtag an. Er war Mitglied des Kreistages des Landkreises Berchtesgadener Land und des Stiftungsrates der Berchtesgadener Landesstiftung (sog. Kehlsteinstiftung). Im Landtag widmete er sich unter anderem der Mittelstandspolitik. Graßl gehörte der Arbeitsgemeinschaft Mittelstand an (heute Mittelstands-Union (MU)). Er war der erste und bisher einzige Landtagsabgeordnete aus dem Gebiet der ehemaligen Fürstpropstei Berchtesgaden seit der Zugehörigkeit zu Bayern im Jahre 1810.